# Plötzkau
Plötzkau er en by i den tyske delstat Sachsen-Anhalt. Den ligger i landkreis Salzlandkreis og har 1.207(2023) indbyggere.